# Nicolaus Adam Strungk
Nicolaus Adam Strungk (Braunschweig, 15 november 1640 - Dresden, 23 september 1700) was een Duitse componist. Hij speelde een belangrijke rol in de ontwikkeling van de Duitse barokopera in Hamburg en Leipzig. 

## Levensloop
Nicolaus Adam werd geboren als zoon van de organist Delphin Strungk en Katharina Maria Stubenrauen. De eerste muzieklessen kreeg hij van zijn vader en reeds als twaalfjarige assisteerde Nicolaus hem als organist in de kerk. Hierna volgde een studie aan de universiteit in Helmstedt. Hij kreeg vioollessen in Lübeck bij de destijds beroemde violist Nathanael Schnittelbach.
Strungks eerste aanstelling was in 1660 als violist aan het hof van hertog August in Wolfenbüttel. Een jaar later volgde een aanstelling aan het hof van hertog Christiaan Lodewijk in Celle. Strungk kreeg van de hertog toestemming om in 1662 in Wenen, aan het hof van keizer Leopold I, te gaan spelen. Hier maakte hij voor het eerst serieus kennis met operamuziek. 
Nadat hertog Christiaan Lodewijk in 1665 was overleden, trad Strungk in dienst van hertog Johan Frederik te Hannover. Hier werkte hij onder kapelmeester Antonio Sartorio en raakte hij bekend met de Italiaanse muziekstijl.

### Hamburg
In 1678 werd Strungk aangenomen als stadsmuzikant te Hamburg. Een jaar later volgde de benoeming tot muziekdirecteur. De opening in Hamburg van het eerste Duitse operahuis - de Oper am Gänsemarkt - bracht Strungk nieuwe mogelijkheden: hij componeerde in enkele jaren tijd negen opera's die alle hier werden uitgevoerd, waaronder Alceste en Esther.
Zijn werk bleef niet onopgemerkt: toen keurvorst Frederik Willem I van Brandenburg in 1682 bij zijn bezoek aan Hamburg de opera Alceste hoorde, bood hij Strungk een positie als kapelmeester aan bij het Berlijnse hof. Het was echter hertog Ernst August van Hannover die een aantrekkelijker aanbod had en zo Strungk naar zijn eigen hof wist te krijgen.

### Hannover
Van 1682 tot 1686 werkte Strungk als componist en organist te Hannover aan het hof van hertog Ernst August. Hij leverde tot in 1683 nog enkele opera's af voor het Hamburger operahuis, zoals Floretto (1683), maar Hannover bleek uiteindelijk geen vruchtbare werkomgeving voor Strungk. De hertog had het katholieke hof gewijzigd in een protestants hof, de Italiaanse musici waren ontslagen en er was nauwelijks meer aandacht voor operauitvoeringen. Stungks carrière als operacomponist kwam stil te staan.
Hij reisde in 1685 samen met de hertog naar Italië en heeft waarschijnlijk in Rome contact gehad met de componist Arcangelo Corelli. Toen Strungk in april 1686 aan de hertog toestemming vroeg om voor enkele weken terug te mogen keren naar Duitsland om juridische zaken af te handelen, gaf de hertog echter geen toestemming. Strungk werd zelfs ontslagen. Onderweg vanaf Venetië naar huis deed Strungk Wenen aan, waar hij uiteindelijk tot 1688 zou verblijven.

### Dresden
In 1688 kreeg Strungk een vaste aanstelling in Dresden aan het hof van keurvorst Johan George III in Dresden. Hij werd daar vicekapelmeester en kamerorganist. Na het overlijden van kapelmeester Christoph Bernhard in 1692 volgde hij hem in deze functie op.
Strungk voltooide in 1689 op verzoek van de keurvorst de opera Antiope van Carlo Pallavicino, de een jaar eerder overleden directeur van de opera van Dresden.

#### Operahuis in Leipzig
Met toestemming van keurvorst Johan George IV richtte Strungk in 1693 het operahuis van Leipzig op, ontworpen door de Italiaanse architect Girolamo Sartorio, met wie hij tevens de directievoering deelde. Bij de opening op 8 mei werd Strungks opera Alceste uitgevoerd, in aanwezigheid van de keurvorst. 
Tussen 1693 en zijn dood in 1700 schreef Strungk vermoedelijk zeven opera's. Omdat het operahuis zich beperkte tot uitvoeringen tijdens een van de drie Leipziger beurzen, bleef Strungk ook actief als kapelmeester in Dresden. 
Tot het muziekgezelschap van de opera behoorden ook Strungks dochters Philippine and Elisabeth, die als zangeressen werkzaam waren. Verder trok Strungk zangers aan van onder andere de Thomaskirche, tot irritatie van Johann Kuhnau, de cantor van deze kerk. 
Financieel was het operatheater geen succes en het kostte Strungk zijn hele vermogen. Daar kwam dan nog bij dat keurvorst Frederik August in 1697 de hofkapel ophief, waardoor Strungk zijn aanstelling als kapelmeester kwijtraakte. Hij werd in 1699 nog wel aangesteld als opzichter van alle muziekkapellen van de keurvorst. 

#### Overlijden
Strungk overleed op 20 september 1700. Hij liet een zware schuldenlast achter aan zijn nabestaanden. Het operahuis van Leipzig werd nog wel voortgezet door weduwe Christine, dochters Philippine and Elisabeth en architect Sartorio. In 1720 werd het operahuis uiteindelijk gesloten.

## Werken
Strungk schreef in Hamburg minstens negen opera's en in Leipzig vermoedelijk zeven. Van al deze opera's is vrijwel niets bewaard gebleven. Alleen van de opera Esther (1680) is nog een deel behouden: de aria's zijn namelijk in de jaren 1684 en 1685 apart uitgegeven.
Hetzelfde geldt voor Strungks andere composities. Slechts een bundel liederen en enkele instrumentale werken zijn overgebleven. Hieronder vallen sonates en negen composities voor het klavier (1678-1683) en een ricercar (1685).  
In zijn opera's was aanvankelijk vooral de Italiaanse stijl hoorbaar. Later ontwikkelde hij een meer eigen stijl, met gebruikmaking van variaties, contrapunt en onverwachte wisselingen in de harmonie.  
Een selectie van zijn werken:  
- Der glückselig steigende und der unglücklich fallende Sejanus (Hamburg, 1678), opera
- Esther (Hamburg, 1680), opera
- Doris (Hamburg, 1680)
- Die drei Töchter Cecrops (1680)
- Alceste (Hamburg, 1680)
- Theseus (Hamburg, 1683)
- Semiramis (1683)
- Floretto (Hamburg, 1683)
- Theseus (Hamburg, 1683)
- Ricercar sopra la Morte della mia carissima Madre Catharina Maria Stubenrauen (...) (Venetië, 20 december 1685), geschreven vanwege de dood van Strungks moeder
- Die Auferstehung Jesu (1688), oratorium
- Sonates voor twee violen (Dresden, 1691)
- Scipio und Hannibal (Leipzig, 1698)
- Agrippina (Leipzig, 1698)
- Erechtheus (Leipzig, 1700)